# Paracles marmorata
Paracles marmorata är en fjärilsart som beskrevs av Rothschild. Paracles marmorata ingår i släktet Paracles och familjen björnspinnare. Inga underarter finns listade i Catalogue of Life.